# Lamont Bentley
Artimus Lamont Bentley (ur. 25 października 1973 w Milwaukee, zm. 18 stycznia 2005 w hrabstwie Ventura) – amerykański aktor telewizyjny i filmowy, raper.

## Życiorys
Urodził się w Milwaukee, w stanie Wisconsin, ale później przeniósł się do Los Angeles ze swoją matką Loyce, która chciała zostać piosenkarką. Miał siostrę Stephanie. Karierę rozpoczął jako aktor dziecięcy występując gościnnie w różnych serialach telewizyjnych, reklamach i spotach reklamowych, zanim w 1994 przyjął rolę Rashada w pięciu odcinkach sitcomu Fox South Central. W sitcomie Zwariowana rodzinka (Moesha, 1996-2001) występował jako Hakeem Campbell, przyjaciel głównej bohaterki granej przez Brandy Norwood. Gościł też w serialu Nowojorscy gliniarze (1998) i sitcomie Słodkie zmartwienia (Clueless, 1999).
Zagrał w komedii The Wash: Hiphopowa myjnia (The Wash, 2001) u boku Dr. Dre i Snoopa Dogga. W telewizyjnym dramacie biograficznym MC Hammer: Prawdziwa historia (Too Legit: The MC Hammer Story, 2001) wcielił się w rolę Tupaca Shakura.
We wczesnych godzinach rannych 19 stycznia 2005, Bentley zginął w wypadku w południowej Kalifornii w hrabstwie Ventura w wieku 31 lat. Jechał autostradą 118 w pobliżu Simi Valley (30 mil na północny zachód od Los Angeles), gdy jego pojazd przejechał przez nasyp. Bentley został wyrzucony z pojazdu na pas ruchu, gdzie uderzyło go pięć samochodów. Pozostawił po sobie dwie córki, Artesię i Brazylię Bentley.